# Мессиас Родригеш да Сильва Джуниор
Мессиас Родригеш да Сильва Джуниор (порт. Messias Rodrigues da Silva Júnior, более известный, как Мессиас порт. Messias; род. 3 ноября 1994, Сан-Матеус, Эспириту-Санту) — бразильский футболист, защитник клуба «Сантос».

## Клубная карьера
Мессиас — воспитанник клубов «Сан-Матеус», «Крузейро» и «Америка Минейро». 28 ноября 2015 года в матче против «Ботафого» он дебютировал в бразильской Серии B в составе последнего. По итогам сезона игрок помог клубу выйти в элиту. 9 октября 2016 года в матче против «Палмейрас» он дебютировал в бразильской Серии A. По итогам сезона клуб снова вылетел из элиты. 19 марта 2017 года в поединке Лиги Минейро против «Америки Теофило Отони» игрок забил свой первый гол за «Америку Минейро». В начале 2019 года Мессиас на правах аренды перешёл в португальский «Риу Аве». 24 февраля в матче против «Боавишты» он дебютировал в Сангриш лиге.
В начале 2021 года Мессиас перешёл в «Сеара». 2 апреля в матче Копе де Нордесте против «ССА Масейо» он дебютировал за основной состав. 24 апреля в поединке против «Витории Салвадор» игрок забил свой первый гол за «Сеара». В начале 2023 года Мессиас перешёл в «Сантос».